# Le Revest-les-Eaux
Le Revest-les-Eaux (tiếng occitan provençal Lo Revèst leis Aigas) là một xã ở tỉnh Var trong vùng Provence-Alpes-Côte d'Azur, Pháp. Xã này có diện tích 24,07 km², dân số 3664 người. Xã này nằm ở khu vực có độ cao trung bình 190 mét trên mực nước biển.

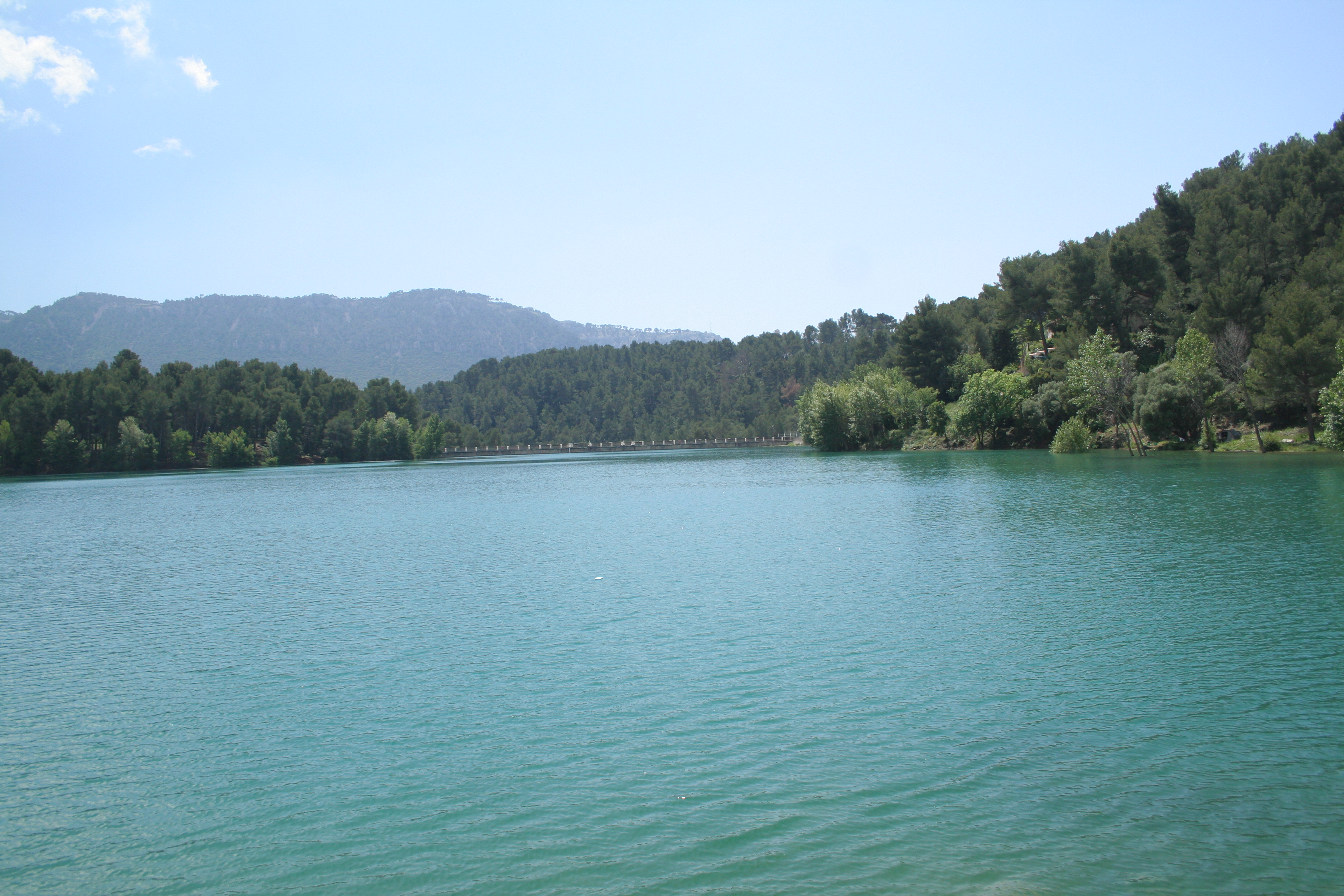
Retenue du Revest-les-Eaux

## Biến động dân số
| Năm | 1962 | 1968 | 1975 | 1982 | 1990 | 1999 | 2006 |
| --- | ---- | ---- | ---- | ---- | ---- | ---- | ---- |
| Dân số | 1478 | 1659 | 1688 | 2055 | 2704 | 3441 | 3664 |
| From the year 1962 on: No double counting—residents of multiple communes (e.g. students and military personnel) are counted only once. |      |      |      |      |      |      |      |

## Nhân vật nổi bật
- Albert Decaris
- Charles Aude
- Eugène Baboulène
- Francis Carco
- Jacques Nervat
- Jean-Pierre Giacobazzi
- José Mange
- Léon Vérane
- Philippe Chabaneix